# Mariame Sy
Mariame Sy (* im 20. Jahrhundert) ist eine senegalesische Diplomatin.
Im Januar wurde Sy zur neuen außerordentlichen und bevollmächtigten Botschafterin Senegals in Gambia von Präsident Bassirou Diomaye Faye ernannt. Sie ist die erste Frau, die dieses Amt bekleidet. Sie ist die Nachfolgerin von Bassirou Sène. Sy war als leitende Beraterin im Außenministerium in Dakar tätig und zuletzt ab 2018 senegalesische Botschafterin in Spanien.